# Ben Miles
Benjamin Charles "Ben" Miles, född 29 september 1966 i Wimbledon i London, är en brittisk skådespelare. Miles är känd för sina roller i Coupling, Forsytesagan och The Crown.

## Filmografi i urval
- 1990-1991 – Zorro (TV-serie)
- 1997 – Melissa (TV-serie)
- 1997 – Duvans vingslag
- 1997 – A Merry War
- 1997–1999 – The Bill (TV-serie)
- 2000 – Kalla fötter (TV-serie)
- 2000–2004 – Coupling (TV-serie)
- 2002-2003 – Forsytesagan (miniserie)
- 2005 – V för Vendetta
- 2008 – Från Lark Rise till Candleford (TV-serie)
- 2008 – Agatha Christie's Marple (TV-serie)
- 2008 – Speed Racer
- 2016 – Black Mirror (TV-serie)
- 2016-2017 – The Crown (TV-serie)
- 2025 – Death by Lightning (TV-serie)